# Wakacje z trupami
Wakacje z trupami (ang. Bunks) – kanadyjski film komediowy z 2013 roku w reżyserii Tibora Takácsa. Wyprodukowana przez wytwórnię Fresh TV, Inferno Pictures Inc. i FremantleMedia International. Główne role w filmach zagrali Dylan Schmid, Atticus Dean Mitchell, Leigh Truant i Aidan Shipley.
Premiera filmu odbyła się w Kanadzie 27 października 2013 na kanadyjskim Disney XD. W Polsce film odbył się 15 listopada 2014 na antenie Disney XD.

## Fabuła
Film opisuje historię dwóch braci O' Reillyów – Dylana (Dylan Schmid) i Dane’a (Aidan Shipley), którzy pewnego dnia po tym jak omal nie podpalili własnego domu puszczając rakietę, którą kupili płacąc kartą kredytową swojej matki, zostają za karę wysłani na wakacje do zmilitaryzowanego obozu, gdzie mają nauczyć się dyscypliny. Na szczęście bracia Dylan i Dane postanawiają zmylić swych opiekunów i ostatecznie trafiają do letniego obozu Bushwhack, w którym stają się przywódcami bandy nastolatków łamiącej wszelkie reguły. Podczas obozowego ogniska chłopcy snują straszną historię o zombie. Nie wiedzą jednak, że przez to przypadkowo uaktywnili klątwę, która sprawia, że ich opowieść, którą wymyślili stała się rzeczywistością.

## Obsada
- Dylan Schmid jako Dylan O' Reilly
- Aidan Shipley jako Dane O' Reilly
- Atticus Mitchell jako Wookiee
- Emilia McCarthy jako Lauren
- Leigh Truant jako Alice
- Ferron Guerreiro jako Jan
- Christian Potenza jako Crawl
- Markian Tarasiuk jako Brogan
- Zane Davis jako  Genius Bar
- Drew Davis jako Grinsberg
- Michael Levinson jako Hollywood
- Grant Westerholm jako Cheeseburger
- Nicholas Bode jako Twilight
- Aaron Hale jako Delroy
- Varun Saranga jako Sanjay
- Tom Keenan jako Anson Minor

## Wersja polska
Wersja polska: SDI Media Polska

Reżyseria: Łukasz Lewandowski

Dialogi polskie: Julian Scott

Kierownictwo muzyczne: Juliusz Kamil Kuźnik

Koordynacja produkcji: Ewa Krawczyk

Wystąpili:
- Józef Pawłowski – Dane
- Maciej Musiał – Dylan
- Karol Wróblewski – Crawl
- Kacper Cybiński – Genius Bar
- Michał Podsiadło – Wookie
- Michał Poznański – Brogan
- Agnieszka Makowska – Cheeseburger
- Aleksandra Domańska – Lauren
- Franciszek Dziduch – Hollywood
- Agata Góral – Alice
- Bernard Lewandowski – Grinsberg
- Bartosz Żuchowski – Anson Minor
- Wojciech Żołądkowicz – instruktor musztry
- Paulina Korthals – Jan
- Maciej Falana – Twilight
- Piotr Piksa – Sanjay
- Grzegorz Kwiecień – tata Dylana i Dane’a
- Joanna Węgrzynowska – mama Dylana i Dane’a
- Sławomir Grzymkowski – Daniel

W pozostałych rolach:
- Marta Dylewska
- Natalia Jankiewicz
- Aleksandra Kowalicka
- Jakub Jóźwik
- Jan Prznowski
- Jan Rotowski

oraz:
- Łukasz Lewandowski
- Anna Wodzyńska

i inni
Piosenki w wykonaniu: Anna Apostolakis-Gluzińska, Justyna Bojczuk, Juliusz Kamil Kuźnik